# 巴楚仁波切

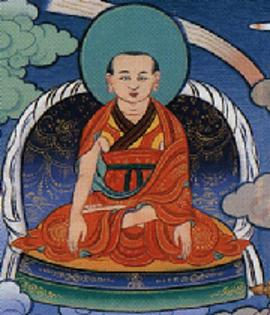
巴楚仁波切Patrul Rinpoche

巴楚仁波切（藏語：དཔལ་སྤྲུལ་ཨོ་རྒྱན་འཇིགས་མེད་ཆོས་ཀྱི་དབང་པོ，威利转写：dpal sprul o rgyan 'jigs med chos kyi dbang po，THL：Peltrül Orgyen Jikmé Chökyi Wangpo；1808年—1887年；有时称巴珠仁波切），名為晉美秋吉旺波，或譯為扎巴楚·吉美却吉旺波，寧瑪派大圓滿傳承著名上師，也是利美運動的領導者之一。

## 生平
他出生在西康Dzachuak地區，地處雪謙（Shechen）和卓千（Dzogchen）北方的一處康藏遊牧區。他幼年時被認證為巴給‧桑殿彭措（Palge Samten Phuntshok）的轉世，因此被稱為巴楚仁波切。他後來又被幾位大師認證他為寂天菩薩的化身，寧瑪派巖傳吉美林巴尊者的語化身。
他跟隨吉美‧嘉威紐古（Jigme Gyalwai nyugu）上師學習大圓滿法，修習過多次《龍欽心髓》。

## 著作
著有《普賢上師言教》。
1. ↑  .   [2024-08-26].